# Ko Matsubara
Ko Matsubara (松原 后, Matsubara Ko) est un footballeur japonais né le 30 août 1996 à Hamamatsu au Japon. Il évolue au poste de défenseur au Júbilo Iwata.

## Palmarès
- Vice-champion du Japon de D2 en 2016 avec le Shimizu S-Pulse